# Harry Lloyd
Harry Lloyd (London, 1983. november 17. –) angol színész.

## Filmográfia

### Film
| Év   | Magyar cím Eredeti cím                        | Szerep                 | Megjegyzés                |
| ---- | --------------------------------------------- | ---------------------- | ------------------------- |
| 2017 | A férfi mögött The Wife                       | Joe Castleman fiatalon |                           |
| 2014 | Big Significant Things                        | Craig Harrison         |                           |
| 2014 | The Riot Club                                 | Lord Riot              |                           |
| 2014 | A mindenség elmélete The Theory of Everything | Brian                  | magyar hangja Fehér Tibor |
| 2013 | Közelebb a holdhoz Closer to the Moon         | Virgil                 |                           |
| 2011 | A Vaslady The Iron Lady                       | fiatal Denis Thatcher  | magyar hangja Seder Gábor |
| 2011 | Jane Eyre                                     | Richard Mason          |                           |

### Televízió
| Év        | Magyar cím Eredeti cím                        | Szerep                  | Megjegyzés                                      |
| --------- | --------------------------------------------- | ----------------------- | ----------------------------------------------- |
| 2013      | – Desire                                      | Chris                   | TV-film                                         |
| 2012      | – The Fear                                    | Matty Beckett           | 4 epizód                                        |
| 2012      | Hollow Crown – Koronák harca The Hollow Crown | Edmund Mortimer         | magyar hangja Czető Roland                      |
| 2011      | – Great Expectations                          | Herbert Pocket          | minisorozat                                     |
| 2011      | Trónok harca Game of Thrones                  | Viserys Targaryen       | magyar hangja Welker Gábor                      |
| 2011      | – The Half-Light                              | Second Man              | TV-film                                         |
| 2009      | – Taking the Flak                             | Alexander Taylor-Pierce | 6 epizód                                        |
| 2009      | – Oscar & Jim                                 | Gerry                   | TV-film                                         |
| 2009      | – Inspector Lewis                             | Peter                   | Counter Culture Blues című epizód               |
| 2008      | – The Devil’s Whore                           | Pfalzi Rupert herceg    | minisorozat 1 epizód                            |
| 2008      | – Heroes and Villains                         | Lucas                   | Richard the Lionheart című epizód               |
| 2007      | Ki vagy, doki? Doctor Who                     | Baines                  | The Family of Blood és Human Nature című epizód |
| 2006      | – Genie in the House                          | Nev                     | Puppy Love című epizód                          |
| 2006      | Életjelek Vital Signs                         | Jason Bradley           | 5 epizód                                        |
| 2006-2007 | Robin Hood                                    | Will Scarlett           | 26 epizód magyar hangja Joó Gábor               |
| 2006      | Holby Városi Kórház Holby City                | Damon Hughes            | Flight of the Bumblebee című epizód             |
| 2005      | – The Bill                                    | Matt Richie             | 377 című epizód                                 |
| 2005      | – Murder Investigation Team                   | Matt Pattinson          | 1 epizód                                        |
| 2002      | – Goodbye, Mr. Chips                          | Az ifjú Rivers          | TV-film                                         |
| 1999      | Copperfield Dávid David Copperfield           | Fiatal Steerforth       | TV-film magyar hangja Benedikty Marcell         |

## Színházi szerepek
- Tévedések játéka - Syracusi Antipholus
- Pillantás a hídról - Eddie
- Kiss of the Spider Woman - Valentin

## Díjak és jelölések
- Jelölés – Scream Award, legjobb szereplőgárda (Trónok harca, 2011)
- Jelölés – Screen Actors Guild Award, szereplőgárda kiemelkedő alakítása drámai sorozatban (a Trónok Harca többi szereplőjével megosztva) (Trónok harca, 2011)